# Guanhães (ort)
Guanhães är en ort i Brasilien.   Den ligger i kommunen Guanhães och delstaten Minas Gerais, i den sydöstra delen av landet, 600 km sydost om huvudstaden Brasília. Guanhães ligger 773 meter över havet och antalet invånare är 23 727.
Terrängen runt Guanhães är platt åt nordväst, men åt sydost är den kuperad. Guanhães ligger nere i en dal. Guanhães är det största samhället i trakten.
Omgivningarna runt Guanhães är huvudsakligen savann. Runt Guanhães är det ganska glesbefolkat, med 38 invånare per kvadratkilometer.